# Bram Tankink
Bram Tankink (Haaksbergen, 3 de desembre de 1978) és un exciclista neerlandès que va passar a professional el 2001 de la mà de l'equip Domo-Farm Frites. El seu últim equip va ser Team LottoNL-Jumbo. Es va retirar el 2018.
En el seu palmarès sols destaca una victòria d'etapa a la Volta a Alemanya de 2005 i el Gran Premi Jef Scherens de 2007.

## Palmarès
- 2000
  -  Campió dels Països Baixos en ruta sub-23
  - 1r a la Volta a Colònia amateur
- 2005
  - Vencedor d'una etapa de la Volta a Alemanya
- 2007
  - 1r al Gran Premi Jef Scherens

### Resultats al Tour de França
- 2005. 111è de la classificació general
- 2006. 94è de la classificació general
- 2007. 40è de la classificació general
- 2008. 60è de la classificació general
- 2010. No surt (16a etapa)
- 2012. 144è de la classificació general
- 2013. 64è de la classificació general
- 2014. 40è de la classificació general
- 2015. 55è de la classificació general

### Resultats a la Volta a Espanya
- 2002. Abandona (5a etapa)
- 2003. 94è de la classificació general
- 2004. 64è de la classificació general
- 2009. 34è de la classificació general
- 2016. 103è de la classificació general

### Resultats al Giro d'Itàlia
- 2011. 36è de la classificació general
- 2016. 61è de la classificació general
- 2017. Abandona (19a etapa)